# یاکوب برندل
یاکوب برندل (آلمانی: Jakob Brendel; ۱۸ سپتامبر ۱۹۰۷ – ۱۳ فوریهٔ ۱۹۶۴) کشتی‌گیر اهل آلمان بود.
وی در بازی‌های المپیک تابستانی ۱۹۳۲ در خروس‌وزن کشتی فرنگی به مدال طلا دست یافت.